# Victor Jungblut
Victor Jungblut (Remich, 25 mei 1914 – Esch-sur-Alzette, 10 juni 1993) was een Luxemburgs kunstschilder.

## Leven en werk
Victor Jungblut was een zoon van beeldhouwer Michel Jungblut (1887-1977) en Anna Declairfayt, en een neef van beeldhouwer Josy Jungblut. Hij studeerde aan de Koninklijke Academie voor Schone Kunsten van Brussel en de École nationale supérieure d'Architecture et des Arts décoratifs in de Abdij Ter Kameren bij Brussel.
De Cercle Artistique de Luxembourg (CAL) was verantwoordelijk voor de aankleding van het Luxemburgs paviljoen op de New York World's Fair van 1939 en schakelde daarvoor diverse kunstenaars in, onder wie Jungblut en zijn vader. Victor Jungblut schilderde met Théo Kerg en Jang Thill een 80 vierkante meter beschilderde voorstelling van een geografische, toeristische en economische kaart van het Groothertogdom in reliëf. In het paviljoen werden ook vier meter hoge beelden geplaatst die verschillende beroepsgroepen symboliseerden, zijn vader maakte het beeld voor de wijnbouw.
Jungblut maakte expressionistisch, kleurrijk werk in pastel. In september 1945 exposeerde hij met Luxemburgse schilders en beeldhouwers in een door de CAL georganiseerde tentoonstelling in het Palais des Beaux- Arts in Brussel. Een jaar later toonde hij op de eerste naoorlogse Salon du CAL (1946) zijn geschilderde piëta, die volgens recensent Leo Lommel tot de beste van de tentoonstelling behoorde.
De schilder richtte met François Gillen, Joseph Probst en Lucien Wercollier de groep Nouvelle Équipe op en werkte mee aan de salons in 1948 en 1950.
Victor Jungblut overleed op 79-jarige leeftijd.

## Enkele werken
- 1946 Piëta, getoond op de Salon du CAL.
- 1946 Nu (Naakt), getoond op de internationale tentoonstelling voor moderne kunst in Parijs, georganiseerd door UNESCO.
- 1947 kaftillustratie van de Moezel voor een brochure van het Office Luxembourgeois de Tourisme.
- 1948 Nature morte aux bananes et raisins, stilleven, en Pêcheur à la ligne, pasteltekening van een visser, getoond op de eerste salon de la Nouvelle Équipe.
- 1950 kruisweg, getoond op de tweede salon de la Nouvelle Équipe.
- voor 1962 kruisweg in de kerk van Munshausen.

- Musée national d'archéologie, d'histoire et d'art: lkl000869